# Rochester (New York)
Rochester è una città degli Stati Uniti d'America, capoluogo della Contea di Monroe, nello stato di New York. L'area metropolitana di Rochester, a sud del Lago Ontario, è la seconda più vasta nello stato, dopo quella di New York. Conosciuta anche come The World's Image Centre, lo era anche come The Flour City, e più recentemente come The Flower City.
Rochester ha circa 207 000 abitanti, che ne fanno la terza più grande città dello stato di New York. È situata al centro di una più vasta area metropolitana, che si estende oltre la Contea di Monroe includendo le Contee di Genesee, di Livingston, dell'Ontario, dell'Orleans e di Wayne. Questa area, che fa parte della regione di Western New York, contava una popolazione di 1 037 831 abitanti nel censimento del 2000. Al 1º luglio del 2005, la popolazione, con un leggero incremento, arriva a 1 039 028 abitanti.
Dei 19 luoghi negli Stati Uniti chiamati Rochester almeno 8 prendono il nome direttamente dalla Rochester di New York, queste città sono state principalmente fondate da ex residenti. Questi includono la Rochester dell'Indiana; la Rochester del Texas; la Rochester dell'Iowa; la Rochester del Kentucky; la Rochester del Michigan; la Rochester del Minnesota; la Rochester del Nevada; e la Rochester dell'Ohio.

## Storia
L'8 novembre del 1803, 100 acri (ca. 40 ha) nel distretto della Western New York lungo il fiume Genesee furono comprati dal colonnello Nathaniel Rochester, dal sindaco Charles Carroll, e dal colonnello William Fitzhugh, tutti di Hagerstown (Maryland). Il sito fu scelto perché le tre cascate sul Genesee, offrivano un enorme potenziale di energia idroelettrica. Iniziando nel 1811, e con una popolazione di 15 abitanti, i tre fondatori ispezionarono la terra e costruirono strade e quartieri. Nel 1817, i fratelli Brown ed altri proprietari terrieri misero insieme le loro terre con il distretto dei cento acri (Hundred Acre Tract) per formare il villaggio di Rochesterville.

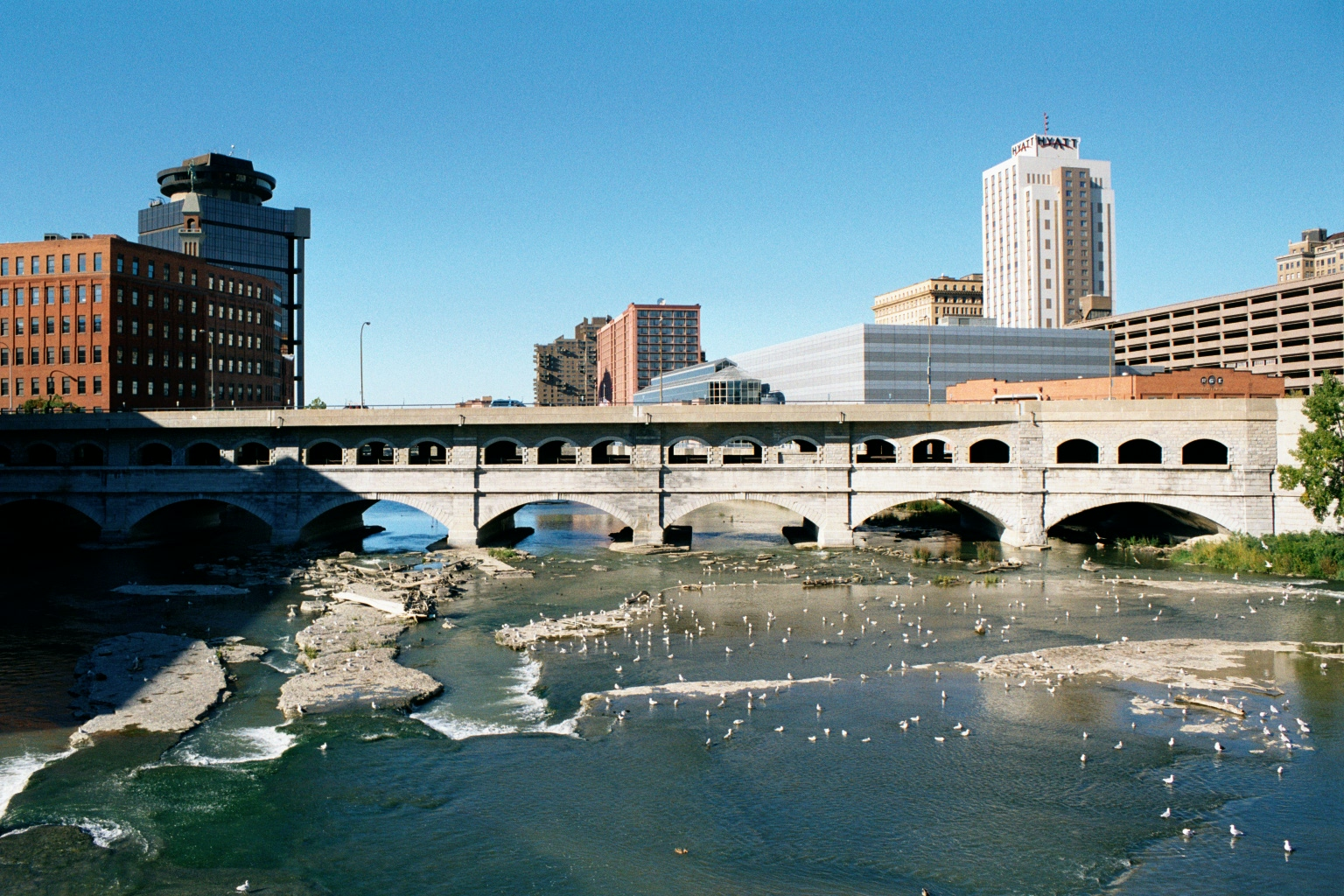
Acquedotto del Canale Erie così come fu costruito nel 1842, rimpiazzando l'originale costruzione dal 1823. Nel 1920, la Broad Street Bridge fu eretta alla sua sommità.

Dal 1821, Rochesterville fu il capoluogo della Contea di Monroe. Nel 1823, Rochesterville è costituita da 1 012 acri e 2 500 residenti, e il Villaggio di Rochesterville venne ad essere conosciuto come Rochester. Anche nel 1823, l'acquedotto del Canale Erie sul fiume Genesee fu completato, e il Canale Erie dell'est fu aperto al fiume Hudson. Più tardi, dopo l'avvento della ferrovia, la presenza del canale nel centro della città divenne ingombrante, e fu deviato a sud di Rochester. Nel 1830, la popolazione di Rochester era di 9 200 abitanti e nel 1834 venne a istituzionalizzarsi come città.
Rochester era notoriamente conosciuta come la prima giovane leonessa dell'Ovest ("The Young Lion of the West"), e in seguito come la città della farina ("Flour City"). Nel 1838, Rochester diventò la più grande città produttrice di farina degli Stati Uniti d'America. Raddoppiando la sua popolazione in solo dieci anni, Rochester divenne la prima "boomtown" dell'America.
Nel 1847, Frederick Douglass fondò un giornale abolizionista, il North Star di Rochester. Douglass da schiavo divenne portavoce e scrittore antischiavista, guadagnando una cerchia di più di 4 000 lettori negli Stati Uniti, Europa e Caraibi. La stella del Nord (North Star) servì come un forum di discussione per le opinioni abolizioniste.
All'inizio del XX secolo, Rochester divenne un centro dell'industria del vestiario, particolarmente della moda per uomo. Essa fu sede di imprese come Bond Clothing Stores, Fashion Park Clothes, Hickey-Freeman, e Stein-Bloch & Co.. Fu anche sede della compagnia dei pionieri dell'automobile Cunningham, prodotta dal costruttore di automobili James Cunningham & Sons.
La popolazione raggiunse 62 386 nel 1870, 162 608 nel 1900, e 295 750 nel 1920. Nel 1950 la popolazione ha raggiunto la soglia di 332 488 abitanti, declinando a 219 773 nel 2000.

## Grattacieli
Al febbraio del 2008, i dieci edifici più alti della città erano:
- Xerox Tower, 135 m
- Bausch & Lomb Place, 122 m
- Chase Tower, 119 m
- Kodak Tower, 110 m
- First Federal Plaza, 94 m
- One HSBC Plaza, 87 m
- Hyatt Regency Hotel, 83 m
- Times Square Building, 79 m
- Midtown Tower, 77 m
- St. Michael's Church, 75 m

## Amministrazione

### Gemellaggi
Rochester è gemellata con le seguenti città:
- Bamako
- Caltanissetta[5][6]
- Hamamatsu
- Cracovia
- Velikij Novgorod
- San Felipe de Puerto Plata
- Rehovot
- Rennes
- Waterford
- Würzburg
- Xianyang

## Infrastrutture e trasporti
La città è servita dall'Aeroporto Internazionale Greater Rochester.

## Sport
Nel 1951 la squadra locale dei Rochester Royals vinse il campionato professionistico di basket NBA. In seguito la franchigia si trasferì prima a Cincinnati e poi a Sacramento e cambiò il nome in Kings.
Inoltre, vi è nato il più grande artista marziale misto di tutti i tempi, Jon Jones.